# ECW November to Remember
November to Remember è stato un evento di wrestling organizzato annualmente dalla Extreme Championship Wrestling tra il 1993 e il 2000. Fu trasmesso in pay-per-view a partire dal 1997.

## Edizioni
| Edizione        | Data             | Città       | Sede                   | Main event |
| --------------- | ---------------- | ----------- | ---------------------- | --- |
| 1993 (Dettagli) | 13 novembre 1993 | Filadelfia  | ECW Arena              | Sabu e Road Warrior Hawk sconfissero Terry Funk e King Kong Bundy per i titoli ECW Heavyweight Championship ed ECW Television Championship                         |
| 1994 (Dettagli) | 5 novembre 1994  | Filadelfia  | ECW Arena              | Shane Douglas sconfisse Ron Simmons per l'ECW Championship |
| 1995 (Dettagli) | 18 novembre 1995 | Filadelfia  | ECW Arena              | Mikey Whipwreck sconfisse Steve Austin per l'ECW Championship |
| 1996 (Dettagli) | 16 novembre 1996 | Filadelfia  | ECW Arena              | Terry Funk e Tommy Dreamer sconfissero Shane Douglas e Brian Lee                                                                                                   |
| 1997 (Dettagli) | 30 novembre 1997 | Monaca      | Golden Dome            | Shane Douglas (con Francine) sconfisse Bam Bam Bigelow per l'ECW Championship                                                                                      |
| 1998 (Dettagli) | 1º novembre 1998 | New Orleans | Lakefront Arena        | Sabu, Rob Van Dam e Tazz (con Bill Alfonso) sconfissero Shane Douglas, Bam Bam Bigelow e Chris Candido (con Francine)                                              |
| 1999 (Dettagli) | 7 novembre 1999  | Buffalo     | Burt Flickinger Center | Rhyno e The Impact Players (Justin Credible e Lance Storm) con (Jason Knight e Dawn Marie) sconfissero Raven, Tommy Dreamer e The Sandman (con Francine)           |
| 2000 (Dettagli) | 5 novembre 2000  | Villa Park  | Odeum Expo Center      | Steve Corino (con Dawn Marie e Jack Victory) sconfisse The Sandman, Justin Credible (con Francine) e Jerry Lynn in un Double Jeopardy match per l'ECW Championship |